# Ökologie & Landbau
Ökologie & Landbau ist eine Fachzeitschrift für die ökologische Land- und Lebensmittelwirtschaft im deutschsprachigen Raum. Herausgegeben von der Stiftung Ökologie & Landbau, informiert sie seit 1977 vierteljährlich über aktuelle Entwicklungen und neue Erkenntnisse in der Biobranche und gibt Anstöße für die Weiterentwicklung der ökologischen Landwirtschaft.
Ursprünglich wurde die Zeitschrift als deutsche Schwesterzeitschrift des englischen Magazins Ecology & Farming gegründet, das die Internationale Vereinigung der ökologischen Landbaubewegungen (IFOAM) herausgibt; Vorläufer war das ifoam-Bulletin.
Als „Vordenkermedium“ informiert die Zeitschrift fachlich fundiert über die Leistungen der ökologischen Land- und Lebensmittelwirtschaft und bringt kritische Punkte zur Sprache, spricht aber ebenso gesellschaftliche, politische und naturschutzrelevante Inhalte an. Neben Artikeln zu Ökolandbau und artgerechter Tierhaltung werden z. B. auch Themen wie Ernährungssicherung und Treibhausgasemissionen behandelt.
Ökologie & Landbau erscheint seit 2004 im oekom verlag. Seit Januar 2014 ist die Zeitschrift auch online als PDF über die Internetseite des Verlages abonnierbar.

## Regelmäßige Themen
- Pflanzenbau & Tierhaltung
- Lebensmittel & Konsum
- Politik & Gesellschaft
- Natur & Umwelt
- Forschung & Bildung